# Vila Franca do Campo
Vila Franca do Campo (phát âm tiếng Bồ Đào Nha: [ˈvilɐ ˈfɾɐ̃kɐ du ˈkɐ̃pu]; có nghĩa Thành phố thôn quê tự do) là một thị xã và huyện ở phía nam của đảo São Miguel vùng tự trị Açores Bồ Đào Nha. Huyện này có dân số 11.039 người và tổng diện tích 78 km². Thị xã có dân số 5300 người.
Vila Franca do Campo tọa lạc ở phía đông của Ponta Delgada, và được kết nối bằng đường bộ qua núi với Ponta Delgada, Lagoa, Furnas, Povoação cũng như phía đông và phía nam hòn đảo. Phần lớn khu vực núi của huyện này có rừng bao phủ, phần còn lại là đất nông nghiệp.

## Các giáo khu
Huyện Vila Franca do Campo có 6 giáo khu:
- Água de Alto
- Ponta Garça
- Ribeira das Tainhas
- Ribeira Seca
- São Miguel
- São Pedro